# Ledegem
Ledegem é um município belga da região da Flandres, província da Flandres Ocidental. O município é constituído pelas vila de Ledegem e ainda pelas deelgemeenten de Rollegem-Kapelle e Sint-Eloois-Winkel. Em 1 de Janeiro de 2006, o município tinha 9.306 habitantes, uma área de 24,76 km² e uma densidade populacional de 376 habitantes por km².

## Deelgemeenten
Ledegem encontra-se dividido em três deelgemeenten: Ledegem, Rollegem-Kapelle e Sint-Eloois-Winkel. 
| #   | Nome               | Superfície | População (1/1/2004) |
| --- | ------------------ | ---------- | -------------------- |
| I   | Ledegem            | 11,16      | 4.018                |
| II  | Sint-Eloois-Winkel | 8,76       | 3.725                |
| III | Rollegem-Kapelle   | 4,83       | 1.475                |

Fonte: http://www.ledegem.be/discussienota_woonbeleidsplan.pdf

## Coordenadas geográficas
- Latitude:50º51'N
- Longitude:3º07'